# Огнетушитель

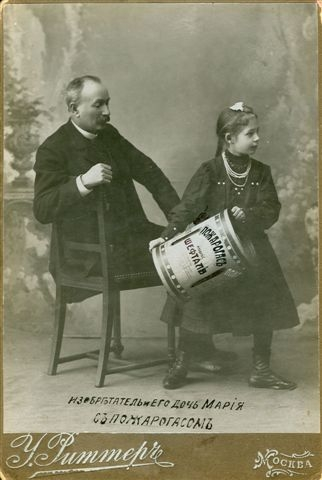
Реклама взрывного огнетушителя «Пожарогас», созданного Наумом Борисовичем Шефталем в конце XIX века

Огнетуши́тель — переносное или передвижное устройство для тушения очагов пожара за счёт выпуска запасённого огнетушащего вещества. Ручной огнетушитель обычно представляет собой цилиндрический баллон красного цвета с соплом или трубкой. При введении огнетушителя в действие из его сопла под большим давлением начинает выходить вещество, способное потушить огонь. Таким веществом может быть пена, вода, какое-либо химическое соединение в виде порошка, а также диоксид углерода, азот и другие химически инертные газы.
Огнетушители в России должны находиться во всех производственных помещениях, а правила дорожного движения многих стран обязывают держать огнетушитель в каждом автомобиле.

## История
Первый прототип огнетушителя был изобретён в 1715 году, а 7 февраля 1863 года Алан Крей запатентовал огнетушитель 

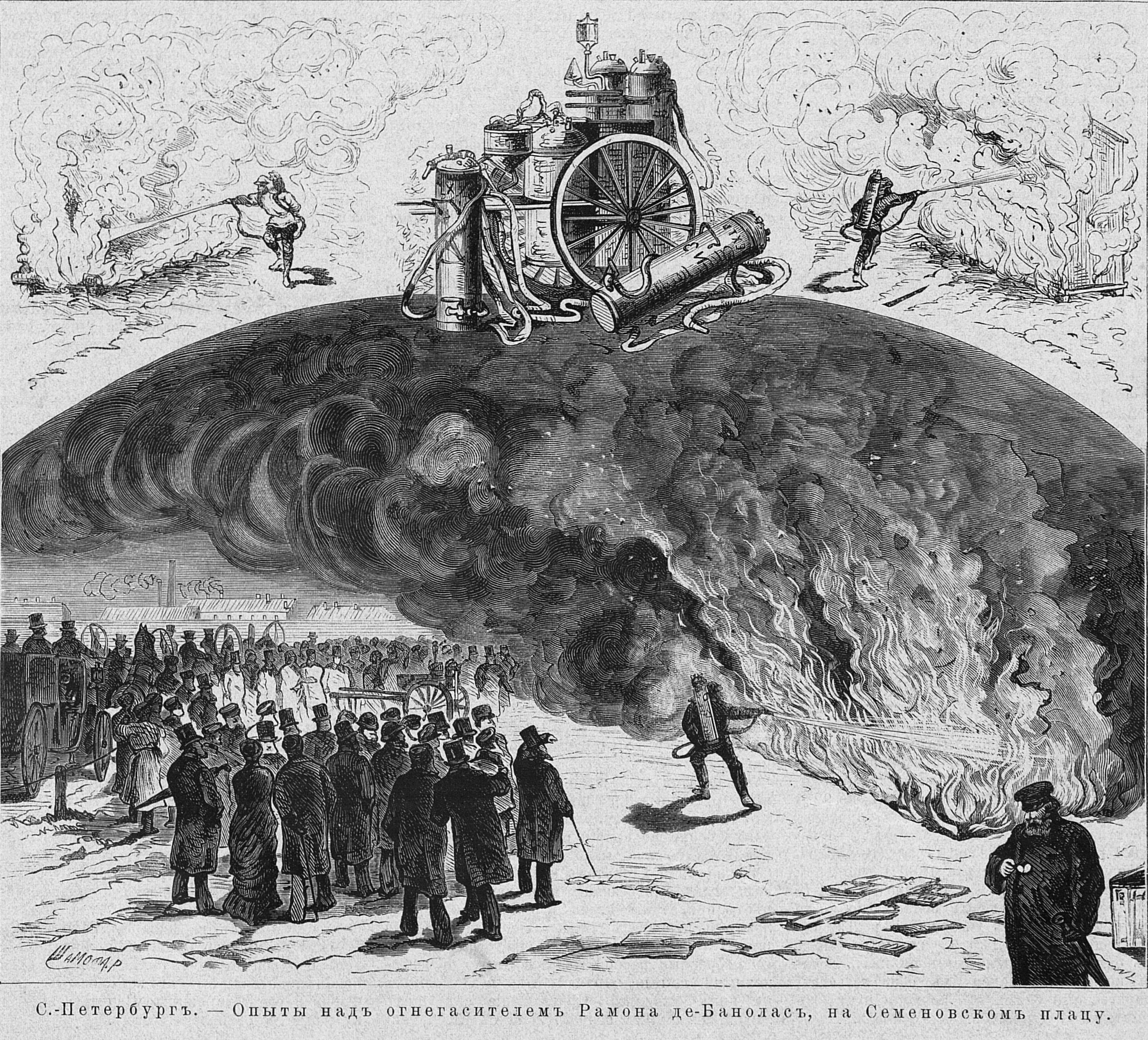
Испытание огнетушителя Рамона де Баноласа, Санкт-Петербург, 1881 год

В 1881 году на Семёновском плацу в Санкт-Петербурге был успешно публично испытан «огнегаситель» конструкции Рамона де Баноласа.
Изобретателем пенного огнетушителя считается молдавский изобретатель Александр Лоран (1904 год).

## Типы огнетушителей
Огнетушители различают по способу срабатывания:
- автоматические (самосрабатывающие) — обычно стационарно монтируются в местах возможного возникновения пожара;
- ручные (приводятся в действие человеком) — располагаются на специально оформленных стендах;
- универсальные (комбинированного действия) — сочетают в себе преимущества обоих вышеописанных типов.

Огнетушители различаются по принципу воздействия на очаг огня:
- газовые (углекислотные, хладоновые);
- пенные (химические, химические воздушно-пенные, воздушно-пенные, воздушно-эмульсионные);
- порошковые.

По объёму корпуса:
- переносные малолитражные с массой огнетушащего вещества до 4 кг;
- промышленные переносные с массой огнетушащего вещества от 4 кг;
- стационарные и передвижные с массой огнетушащего вещества от 8 кг.

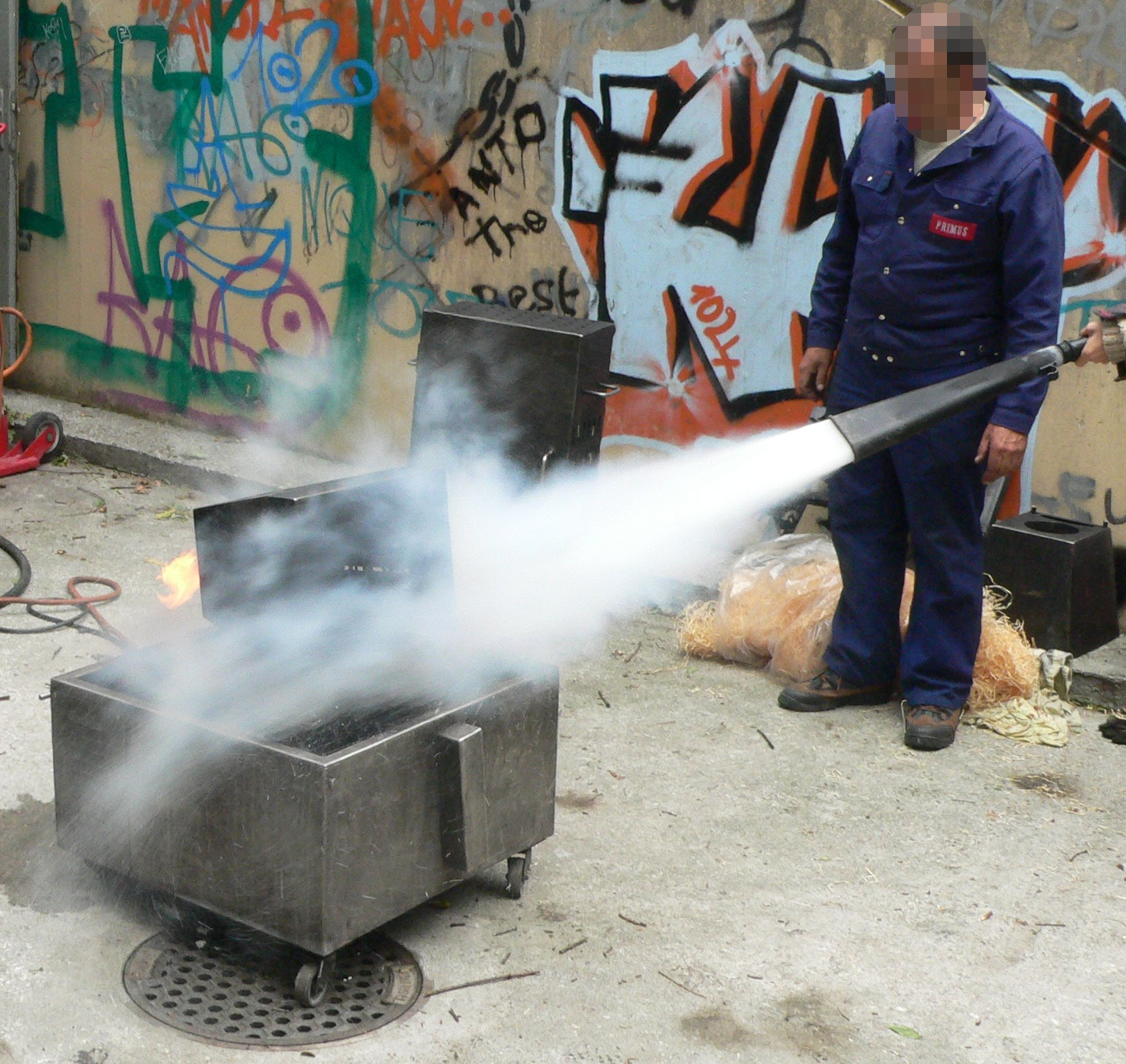
Тушение огня при помощи углекислотного огнетушителя

По способу подачи огнетушащего состава:
- под давлением воды, образующейся в результате химической реакции компонентов заряда;
- под давлением газов, подаваемых из специального баллончика, размещённого в (на) корпусе огнетушителя;
- под давлением газов, предварительно закачанных в корпус огнетушителя;
- под собственным давлением огнетушащего вещества.

По виду пусковых устройств:
- с вентильным затвором;
- с запорно-пусковым устройством рычажного типа;
- с пуском от дополнительного источника давления.

Огнетушители маркируются буквами, характеризующими тип и класс огнетушителя, и цифрами, обозначающими массу находящегося в нём огнетушащего вещества.

## Пенные огнетушители

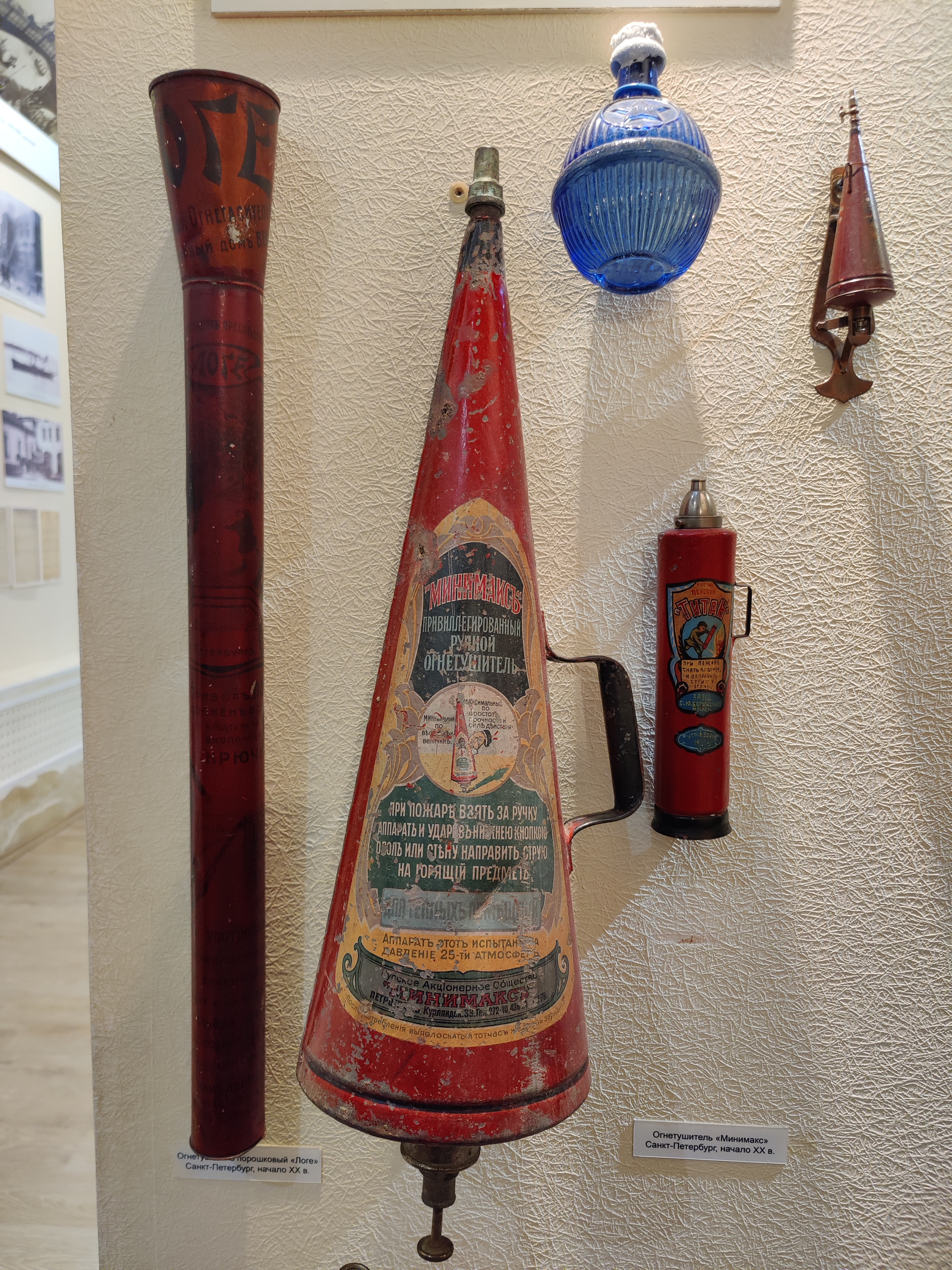
Пенные огнетушители начала XX века

Предназначены для тушения пожаров огнетушащими пенами: химической или воздушно-механической.
Химическую пену получают из водных растворов кислот и щелочей, воздушно-механическую образуют из водных растворов и пенообразователей потоками рабочего газа: воздуха, азота или углекислого газа. Химическая пена состоит из 80 % углекислого газа, 19,7 % воды и 0,3 % пенообразующего вещества, воздушно-механическая примерно из 90 % воздуха, 9,8 % воды и 0,2 % пенообразователя.
Пенный огнетушитель изобрёл молдавский инженер Александр Георгиевич Лоран в 1902—1904 году. Впоследствии в Санкт-Петербурге им была открыта компания «Эврика», которая начала производить и продавать огнетушители под этим брендом (впоследствии «Лорантин»). Огнетушители этой марки демонстрировались на международных выставках и признавались очень эффективным средством тушения как бытовых пожаров, так и возгораний на промышленных объектах. Пена Лорана представляла собой смесь двух порошков и воды, соединяемых в генераторе пены. Этими порошками были бикарбонат натрия и сульфат алюминия. Получаемая химическая пена представляла собой стабильный раствор их мелких пузырьков, содержащих диоксид углерода с меньшей плотностью, чем нефть или вода. Поскольку этот раствор был легче, чем горючие жидкости, она свободно текла по горящей поверхности жидкости и гасила огонь, перекрывая доступ кислорода.
Пенные огнетушители применяют для тушения пеной начинающихся загораний почти всех твердых веществ, а также горючих и некоторых легковоспламеняющихся жидкостей на площади не более 1 м². Тушить пеной загоревшиеся электрические установки и электросети, находящиеся под напряжением, нельзя, так как она является проводником электрического тока. Кроме того, пенные огнетушители нельзя применять при тушении щелочных металлов натрия и калия, потому что они, взаимодействуя с водой, находящейся в пене, выделяют водород, который усиливает горение, а также при тушении спиртов, так как они поглощают воду, растворяясь в ней, и при попадании на них пена быстро разрушается. Современные пенные огнетушители используют в качестве газообразующего реагента азид натрия, который легко разлагается с выделением большого количества азота.
К недостаткам пенных огнетушителей относится узкий температурный диапазон применения (5—45 °C), высокая коррозийная активность заряда, возможность повреждения объекта тушения, необходимость ежегодной перезарядки.

## Углекислотные огнетушители

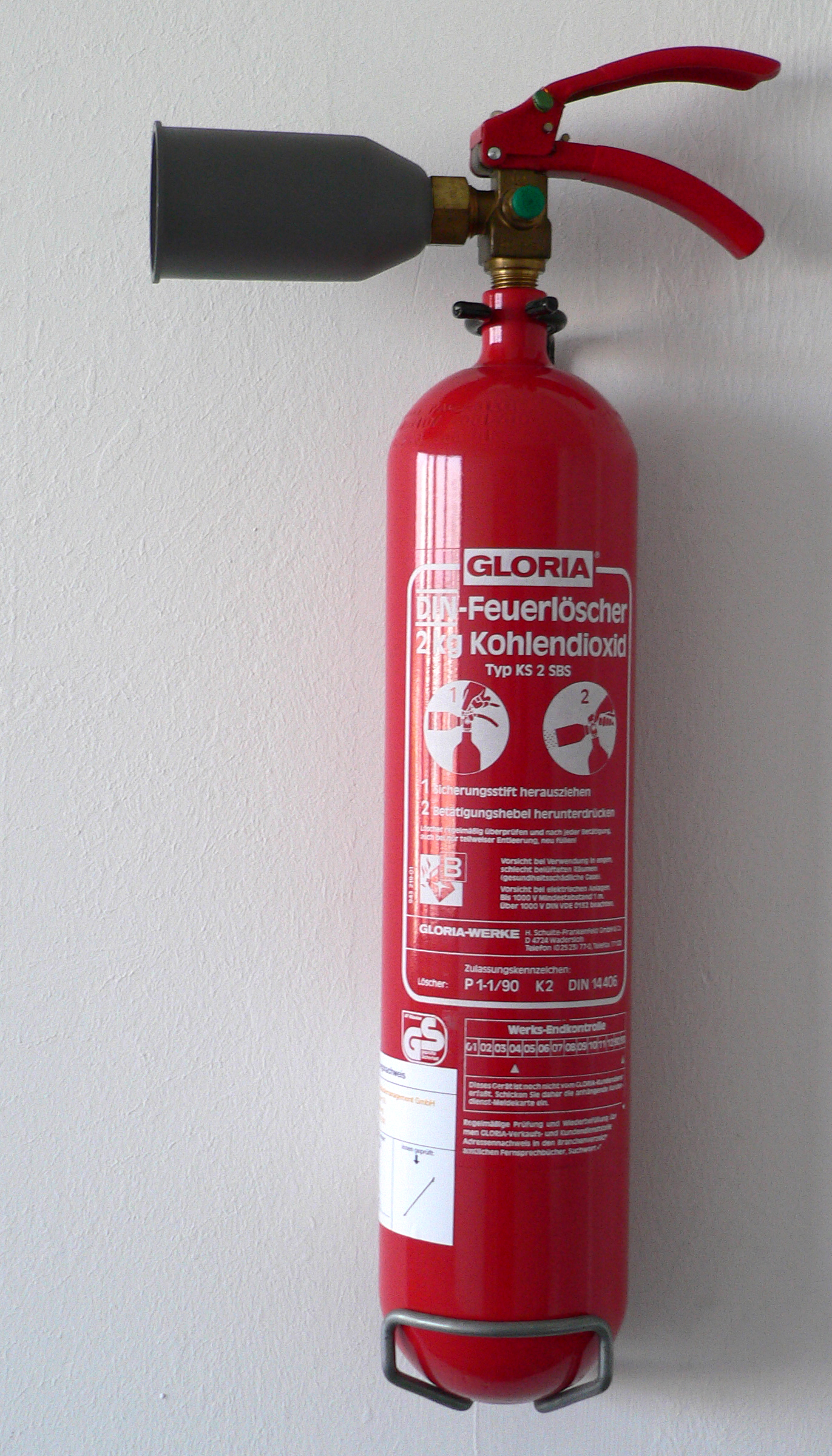
Углекислотный огнетушитель

В годы Первой мировой войны широко использовались тетрахлорные огнетушители. Тушение подобным огнетушителем необходимо было выполнять в противогазах — попадая на раскалённые поверхности, тетрахлорид углерода частично окислялся до фосгена, который является сильнодействующим ядовитым веществом удушающего действия. Но уже в то время в других странах начали применяться более безопасные углекислотные огнетушители.
В настоящее время выделяют как ручные (ОУ-5), так и передвижные углекислотные огнетушители (ОУ-400).
Углекислотные огнетушители, в которых в качестве огнетушащего вещества применяют сжиженный диоксид углерода (углекислый газ).
Углекислотные огнетушители выпускаются как ручные, так и передвижные. Ручные огнетушители одинаковы по устройству и состоят из стального высокопрочного баллона, в горловину которого ввернуто запорно-пусковое устройство вентильного или пистолетного типа, сифонной трубки, которая служит для подачи сжиженного углекислого газа из баллона к запорно-пусковому устройству, и раструба-снегообразователя. Для приведения в действие углекислотного огнетушителя необходимо направить раструб-снегообразователь на очаг пожара и отвернуть до отказа маховичок или нажать на рычаг запорно-пускового устройства. При переходе углекислого газа из жидкого состояния в газообразное происходит увеличение объёма в 400—500 раз, сопровождаемое резким охлаждением до температуры −72 °C и частичной кристаллизацией; во избежание обморожения рук нельзя дотрагиваться до металлического раструба. Эффект пламегашения достигается понижением температуры очага возгорания ниже точки воспламенения и вытеснением кислорода из зоны горения негорючим углекислым газом.
Углекислотные огнетушители, оснащённые металлическим раструбом, нельзя применять для тушения оборудования под напряжением из-за образования во время работы огнетушителя токопроводящего раствора угольной кислоты при растворении углекислого газа в воде, образующейся при конденсации водных паров. Любые углекислотные огнетушители запрещается применять для тушения пожаров электрооборудования, находящегося под напряжением выше 10 кВ.
Из-за значительного охлаждающего эффекта углекислотными огнетушителями не тушат оборудование и трубопроводы с высокими рабочими температурами. Температурные напряжения, вызываемые резким местным охлаждением участка трубопровода или корпуса аппарата, могут привести к разгерметизации или разрушению последних. Если аппарат или трубопровод содержит взрывопожароопасные вещества под давлением, это может привести ко вторичному возгоранию и взрыву.
Для тушения горячих трубопроводов и оборудования применяют обычно порошковые огнетушители.
Также, с помощью углекислотного огнетушителя невозможно потушить горящие активные металлы, такие как магний, кальций или натрий, с диоксидом углерода эти металлы также активно реагируют.

## Огнетушители порошковые
См. также Порошковое пожаротушение.
Порошковые огнетушители делятся на:

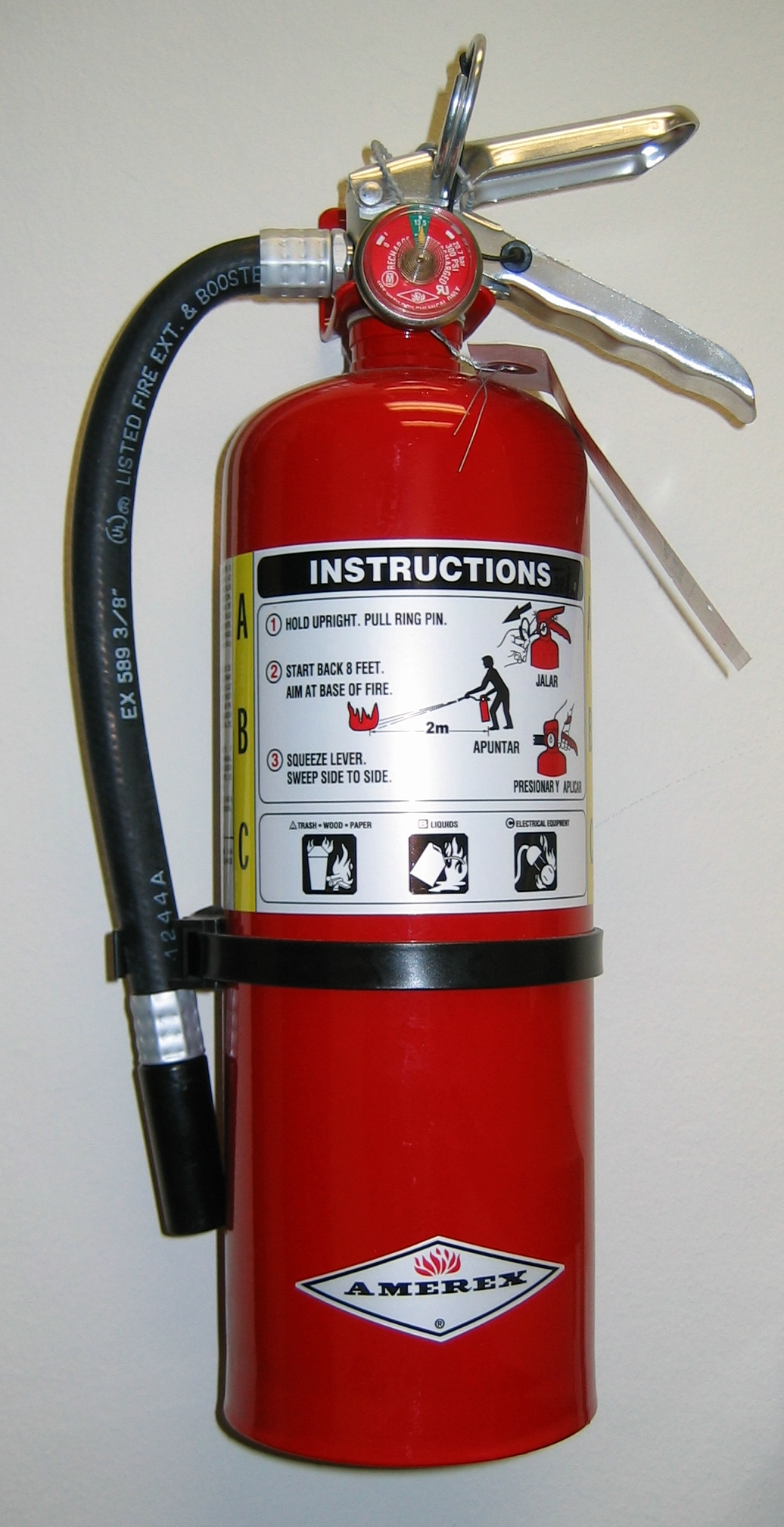
Закачной порошковый огнетушитель

- Класс A (Твердые вещества): Обычные легковоспламеняющиеся горючие вещества, такие как древесина или бумага
- Класс B (Жидкие вещества): Легковоспламеняющиеся жидкости, такие как бензин, растворители или краски
- Класс C (Газообразных вещества): Горючие газы
- Класс D (Металлы и металлосодержащие вещества): Горючие металлы, такие как титан или магний
- Класс E (Электрооборудование под напряжением): Горение электроустановок которые находятся под напряжением
- Класс K: Растительные масла, транс-жиры или жиры

Наиболее распространёнными универсальными огнетушителями по области применения и по рабочему диапазону температур (особенно с зарядом классов ABCE), с их помощью можно успешно тушить почти все классы пожаров, в том числе и электрооборудование, находящееся под напряжением до 1000 В.
Огнетушители не предназначены для тушения возгораний щелочных и щелочноземельных металлов и других материалов, горение которых может происходить без доступа воздуха.

### Используемые огнетушащие порошки
Огнетушащие порошки представляют собой мелкоизмельченные минеральные соли с различными добавками, препятствующими слеживанию и комкованию. В качестве основы для огнетушащих порошков используют фосфорноаммонийные соли (моно-, диаммонийфосфаты, аммофос), карбонат и бикарбонат натрия и калия, хлориды натрия и калия и др. В качестве добавок — кремнийорганические соединения, аэросил, белую сажу, стеараты металлов, нефелин, тальк и др. На сегодняшний день используют только гидрофобные виды добавок, что препятствует слеживанию порошка, такие как гидрофобный аэросил и прочее.
Порошки хранят в специальных упаковках, предохраняя их от увлажнения. Во время хранения порошки химически неактивны, не обладают абразивным действием. При воздействии огнетушащего порошка на чёрные и цветные металлы при нормальной влажности коррозии не происходит. Коррозия металлов протекает только при смачивании (увлажнении) порошка на металлических поверхностях. Воздействие огнетушащего порошка на лакокрасочные поверхности не отмечено. Воздействие огнетушащего порошка на полимерные материалы (обмотки, оплётка проводов, пластмассовые шланги и т. п.) вкупе с высокими температурами — высокоагрессивное, разрушающее.
Общий класс опасности огнетушащего порошка — 3, 4.

### Типы порошковых огнетушителей
Порошковые огнетушители можно разделить на закачные и газогенераторные.

#### Закачные
Заряжены огнетушащим порошком и закачаны инертным газом (это может быть азот, углекислота) или воздухом под давлением примерно 16 атм. Данным типом огнетушителя возможно тушение:
если тип порошка А, В, С, Е — горящих твердых веществ, горящих жидкостей, воспламеняющихся газов, электропроводки под малым напряжением до 1000 В,
если тип порошка В, С — небольших возгораний жидкостей и газов в легкодоступных местах.
В конструкцию данного огнетушителя входит запорное устройство, которое позволяет, не прикладывая особых усилий, подавать порошок на пламя простым нажатием рукой на верхнюю ручку или, отпуская ручку, прекращать его подачу.
Преимуществом данного типа огнетушителя является индикатор внутреннего давления, установленный на головке огнетушителя и показывающий его работоспособность (зелёный сектор шкалы) в отличие от всех остальных типов огнетушителей. Недостатком их можно назвать склонность к слёживанию порошка в баллоне, что может вызывать отказ подачи порошка даже при наличии давления газа.

#### Газогенераторные

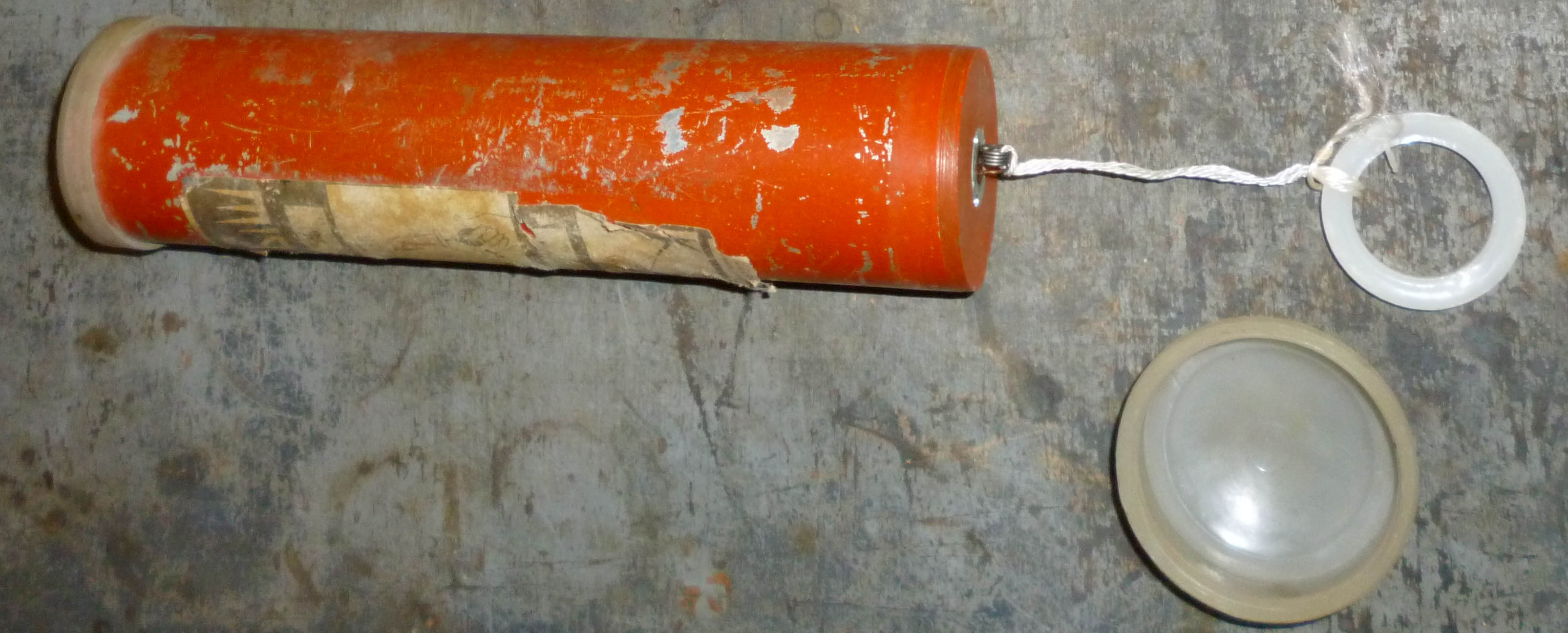
Порошковый огнетушитель «Малыш» с газогенераторным (пиротехническим) вытеснением порошка.

Принцип действия заключается в использовании энергии генерируемого в момент запуска газа для выброса огнетушащего вещества. Могут применяться в любых условиях как первичное средство тушения пожаров. Кроме необходимого времени ожидания (6…10 сек.) в первый момент после запуска принципиально не отличаются от закачных огнетушителей. Известны и выпускались ручные огнетушители с пиротехническим газогенератором, для приведения в действие которого нужно выдернуть кольцо со шнуром (смотри фото).

#### С ампульным источником вытесняющего газа
Имеют в своей конструкции герметично запечатанный баллончик (ампулу от автосифона, пневматического оружия) и ударник с иглой, который должен проколоть мембрану баллончика, после чего начинается подача порошка сжатым газом. Недостатком этой конструкции является трудность диагностики разгерметизации баллончика при длительном хранении.

#### Свободновысыпные

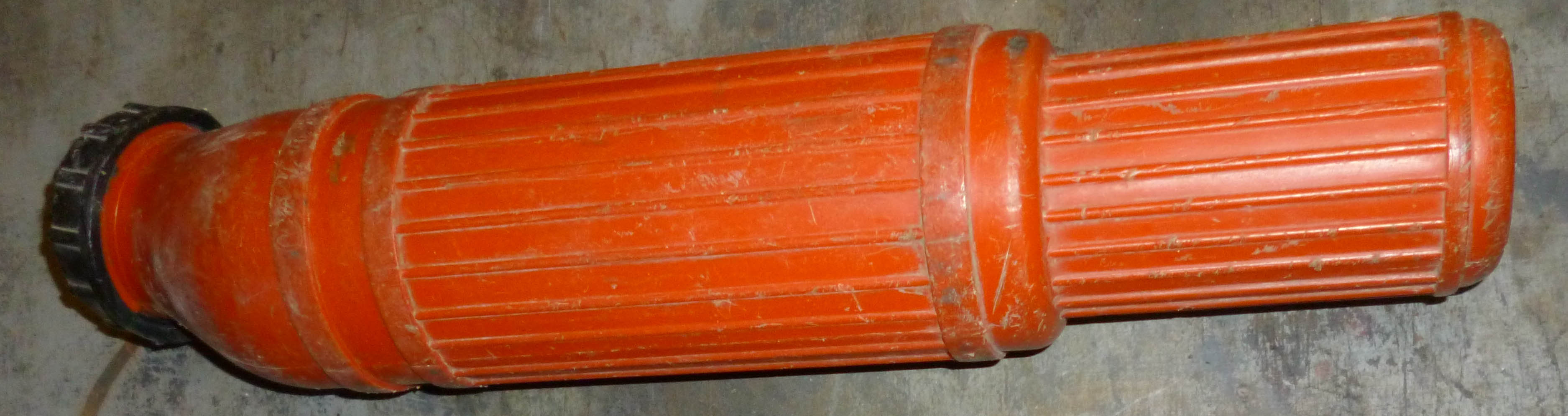
Высыпной порошковый огнетушитель. Для приведение в действие нужно открутить чёрную крышку (слева) и высыпать содержащийся порошок в огонь.

Достаточно редкий тип порошкового огнетушителя, представляющий собой высокий стакан со свободно отвинчивающейся крышкой наверху, для тушения пожара нужно открутить крышку и высыпать содержимое в огонь. Несмотря на неудобство этого метода, трудность точного применения, (особенно в стрессовой ситуации), это единственный тип огнетушителя, имеющего 100 % надежность срабатывания.

### Особенности применения порошковых огнетушителей
- Необходимо знать возможности вашего огнетушителя — на каждом из них на этикетке указаны классы пожаротушения как то: «А В С E» или «В С E», также обязательно указан тип порошка, например «АВС» или «ВС». Ещё при покупке обязательно обратите на это внимание, потому что пытаться тушить дерево, ветошь, бумагу и пластик огнетушителем, у которого на этикетке символ «А» перечеркнут, а тип порошка указан как «ВСE» — бесполезно! Это приводит к повторному воспламенению уже потушенного горючего материала от остаточного тления или нагретых элементов строительных конструкций и оборудования. Именно добавки в порошок компонентов, поднимающих ранг огнетушителя до классов «А В С E» и предохраняют вас от повторного возгорания уже потушенного пламени;
- Значительное загрязнение порошком защищаемого объекта не позволяет использовать порошковые огнетушители для защиты вычислительных залов, электронного оборудования, электрического оборудования с вращающимися элементами, музейных экспонатов и т. п.
- В результате образования порошкового облака при тушении образуется высокая запыленность и резко снижается видимость (особенно в помещениях небольшого размера), а также у некоторых людей может проявляться аллергическая реакция (особенно сильная при вдыхании) на компоненты порошка.
- Обладая высокой дисперсностью, огнетушащие порошки при хранении проявляют склонность к комкованию и слеживанию, что может привести к потере огнетушащей способности. Поэтому при использовании порошков в огнетушителях необходимо строго соблюдать рекомендованный режим хранения, а также помнить о сроках проверки рабочего давления и сроке перезарядки.

### Огнетушители порошковые самосрабатывающие
Предназначены для тушения без участия человека огнетушащими порошками типа АВС загораний твердых и жидких веществ, нефтепродуктов, электрооборудования под напряжением до 5000 вольт, в небольших (до 50 м³) помещениях без постоянного пребывания в них людей. При необходимости могут использоваться вместо или вместе с переносными.

## Огнетушители воздушно-эмульсионные

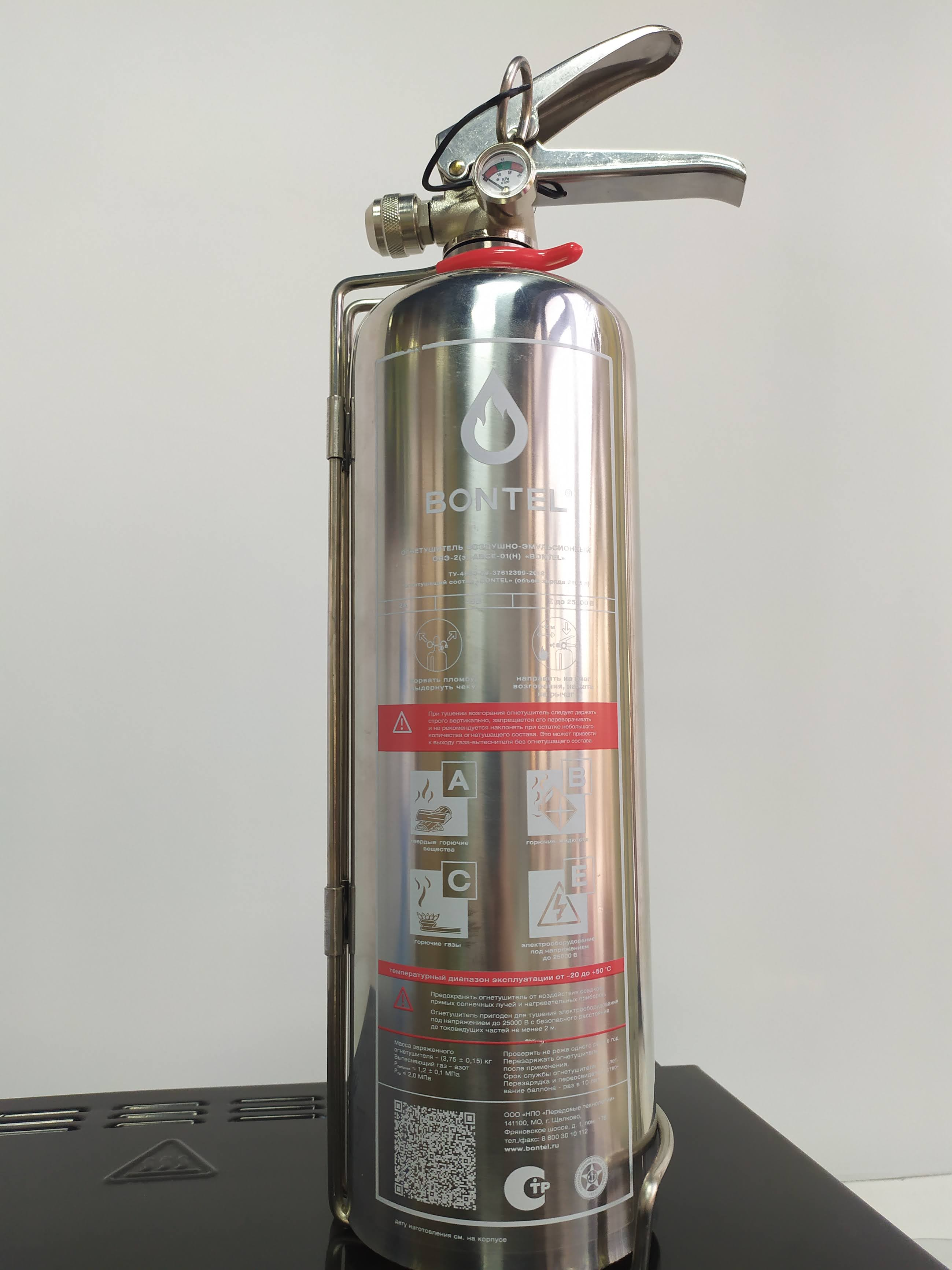
Огнетушитель воздушно-эмульсионный

Воздушно-эмульсионные огнетушители (ОВЭ), закачные огнетушители, предназначенные для тушения твердых и жидких горючих материалов, горючих газов, и электрооборудования под напряжением до 1000 В (типы очагов возгорания: А, В, С, Е). Работают при температурах от −40 °C до +50 °C.
Принцип действия основан на распылении струи эмульсии над горящим участком, с образованием на повреждённой поверхности тонкой плёнки огнетушащего состава.
Главное преимущество воздушно-эмульсионных огнетушителей — минимальный расход огнетушащей жидкости, что снижает вторичный ущерб от её пролива. Огнетушители безопасны при использовании в закрытых помещениях с присутствием людей без применения средств индивидуальной защиты, не создают запылённости и снижения видимости.

## Рекомендации МЧС России
МЧС России рекомендует иметь огнетушитель в каждом доме и квартире и рекомендует всем научиться им пользоваться.